# 片石貴子
片石 貴子（かたいし たかこ、1974年7月2日 - ）は、日本の元タレント、元レースクイーンである。

## 来歴
1994年、F1世界選手権に参戦するベネトンのレースクイーン（「ミス・ベネトンF1」）としてデビュー。1995年から1997年まで全日本ツーリングカー選手権 (JTCC)およびフォーミュラ・ニッポンに参戦する「JACCS MOONCRAFT MOTORSPORTS PROJECT」のキャンペーンガール（JACCSサーキットレディ）を務めた。
テレビでの登場は1995年に日本テレビ系列のテレビ番組『欽ちゃんの全日本仮装大賞』で第45回のバニーガールで出演したのが最初であり、同番組では翌年1996年にも第48、49回で二度バニーガールで出演。その翌年1997年にTBS系列のテレビ番組『ワンダフル』のワンダフルガールズ（ワンギャル）の1期生としてレギュラー出演し、タレント活動にシフトした。
その後、タレント活動から引退。2005年には、女性雑誌『CLASSY.』に一般人として写真とコメントが掲載されている。

## 出演

### テレビ

#### バラエティ
- 欽ちゃんの全日本仮装大賞（日本テレビ）
  - 欽ちゃんの第45回全日本仮装大賞（1995年5月27日）- バニーガール
  - 欽ちゃんの第48回全日本仮装大賞（1996年5月25日）- バニーガール
  - 欽ちゃんの第49回全日本仮装大賞（1996年10月13日）- バニーガール
- 紳助のサルでもわかるニュース（日本テレビ、1995年）
- タモリ倶楽部（テレビ朝日、1996年6月21日・1998年1月16日）
- 明石家出版（日本テレビ、1997年9月15日）
- ワンダフル（TBS、1997年9月 - 1998年1月・4月 - 10月）
- 加ト・けん・たけしの世紀末スペシャル!!（フジテレビ、1998年12月19日）

#### ドラマ
- ドンウォリー! 第3話「家出した美少女」（フジテレビ、1998年4月28日）
- 海まで5分（日曜劇場） 第3話「結成!ムコサンズ」（TBS、1998年7月19日）
- 甘い生活。（日本テレビ、1999年）- まどか 役
- 未来からのラブレター（日本テレビ、2000年）
- 金曜エンタテイメント 「マジシャン刑事」（フジテレビ、2000年4月14日）

### ゲーム
- プラドルDISC データ編 RACE QUEEN G（SadaSoft、T-30806G、1997年1月29日発売、セガサターン）

## 作品

### 写真集
- 片石貴子写真集 Everything（ワニブックス、ISBN4-8470-2479-6、1997年12月25日初版発行）

### イメージビデオ
- 片石貴子 Around the world - トップレースクイーンの素顔（アポロンクリエイト、ACVS-1004、ISBN4-87693-347-2、VHS）
- 鈴木史華×片石貴子 Remix - The Race Queen Bomb!!（アポロンクリエイト、ACVS-2001、ISBN4-87693-355-3、VHS）